# Natjav Dariimaa
Natjav Dariimaa, född 19 maj 1950, är en mongolisk bågskytt. Hon deltog vid olympiska sommarspelen 1972 och 1976.